# Hans Wölfel

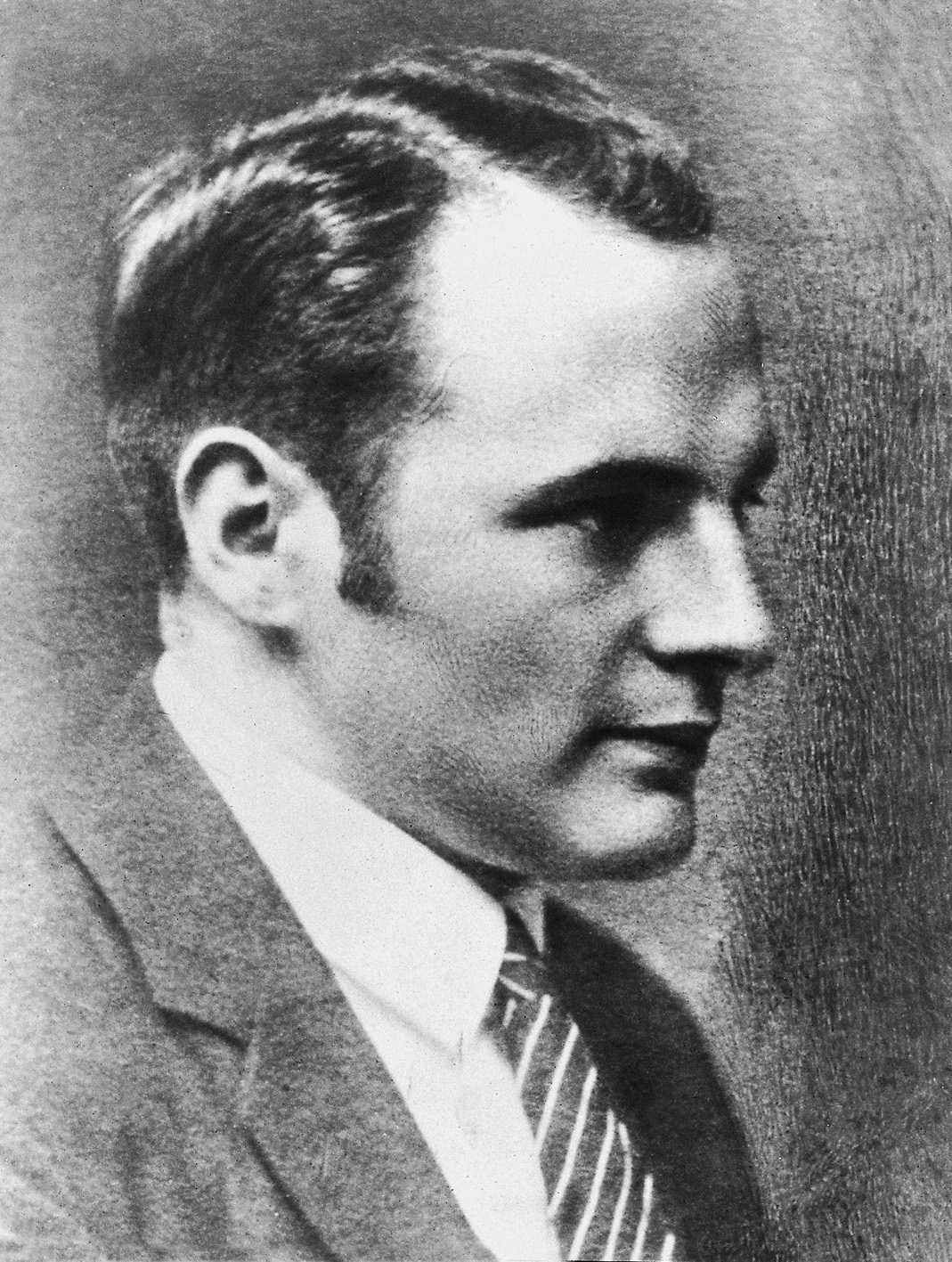
Hans Wölfel, um 1935

Johann Wilhelm „Hans“ Wölfel (* 30. März 1902 in Bad Hall; † 3. Juli 1944 in Brandenburg-Görden) war ein deutscher Jurist. Er wird dem katholisch motivierten Widerstand gegen den Nationalsozialismus zugeordnet.

## Leben und Wirken
Der Vater von Johann „Hans“ Wölfel war ein aus Untermerzbach in Unterfranken stammender Kunst- und Handelsgärtner, der sich in Bad Hall niedergelassen hatte, die Mutter stammte aus der Steiermark. Ab 1913 besuchte Wölfel zunächst zwei Jahre das Gymnasium der Benediktiner in Kremsmünster, anschließend nahm ihn sein Onkel Johann Wölfel, der im Dorf Ebing nahe Bamberg Pfarrer war, bei sich auf. Im April 1919 meldete er sich zum Freikorps Berthold und kam im Mai 1919 nach München, nahm aber nicht mehr an Kampfhandlungen gegen die Räterepublik teil. Nach dem Ersten Weltkrieg und den Revolutionswirren besuchte Wölfel in Bamberg weiter das Gymnasium dort machte 1922 dort das Abitur.
Danach studierte Hans Wölfel Jura, zunächst ein Semester in München und dann ab dem Wintersemester 1922/23 in Würzburg. In München wurde er Mitglied des K.St.V. Ottonia München, in Würzburg der K.St.V. Rheno-Frankonia, beide im KV, dem er sich bis zu seinem Tode eng verbunden fühlte. In Würzburg nahm Wölfel als Student erheblichen Einfluss auf die damaligen hochschulpolitischen Auseinandersetzungen. Viele – auch katholische – Studentenverbindungen hatten sich im Hochschulring Deutscher Art zusammengeschlossen, der sich mehr und mehr in die nationalsozialistische Richtung bewegte. Als Gegenpol gründete Wölfel mit Gleichgesinnten den Katholischen Akademikerbund Würzburg und wurde dessen zweiter Vorsitzender. Anfang 1924 ging man mit einer großen Kundgebung an die Öffentlichkeit, Ziel dieses Bundes war die Unterstützung der katholischen Weltanschauung und die Pflege einer vaterländischen Gesinnung ohne chauvinistische Tendenzen. Für diese Ziele kämpfte Wölfel, der im Wintersemester 1924/25 auch Senior der Rheno-Frankonia war, auf zahlreichen studentischen Versammlungen.
Im Februar 1925 bestand Wölfel das am Oberlandesgericht Bamberg das Referendarexamen und im April 1929 die Assessorprüfung. Er war zunächst Anwalt für den Oberfränkischen Bauernverein und ließ sich dann in Bamberg in der Luitpoldstr. 16 als Rechtsanwalt nieder. Im selben Jahr heiratete er Elisabeth Rauh. Seine Anwaltspraxis wurde eine führende und angesehene Kanzlei in Zivil- und Strafsachen. 1932 wurde Wölfel Vorsitzender des Ortskartells der katholischen Vereine Bambergs. 1931 wurde er Vorsitzender des Ortskartells der katholischen Vereine Bambergs. In den Wahlen des Jahres 1932 trat er entschlossen für die Bayerische Volkspartei, die Weimarer Republik und die katholische Kirche ein und kämpfte gegen den Nationalsozialismus. Nach der „Machtergreifung“ musste er schweigen, war jedoch Mitglied der NS-Volkswohlfahrt. In seiner Arbeit zeigte sich jedoch seine unveränderte Gesinnung: Er verteidigte Bamberger Bürger, die vor dem Sondergericht Bamberg wegen angeblich staatsgefährdender Vergehen angeklagt waren. Vielen vom Nationalsozialismus bedrängten Menschen half er, soweit ihm dies möglich war.

## Denunziation und Hinrichtung
Wegen Diabetes war Wölfel kriegsuntauglich und übernahm juristische Fälle für Kollegen. Im Juli 1943 äußerte sich Wölfel anlässlich einer Urlaubsreise im Kreis von Bekannten über die politische Lage. Er sagte, der Krieg könne nicht mehr gewonnen werden und Hitler sei der größte Wortverdreher aller Zeiten. Liselotte Gerster aus Biberach, eine junge Frau und NSDAP-Mitglied, denunzierte ihn. Er wurde am 12. Oktober 1943 verhaftet, im November nach Berlin gebracht und am 24. Februar 1944 durch den Volksgerichtshof zum Tod verurteilt.
In den Verhören durch die Gestapo erklärte Wölfel, dass er bestimmten Lehren des Nationalsozialismus auch jetzt noch nicht zustimmen könne, da sie seiner christlichen Überzeugung widersprächen. Wölfel wurde in Berlin inhaftiert, vor den Volksgerichtshof gestellt und wegen Wehrkraftzersetzung am 10. Mai 1944 zum Tode verurteilt. Am 3. Juli 1944 wurde er im Zuchthaus Brandenburg-Görden durch Enthauptung hingerichtet.

## Religiöse Überzeugung
Nicht alle, die vor dem Volksgerichtshof standen und wegen Wehrkraftzersetzung angeklagt waren, wurden zum Tode verurteilt. Die Hinrichtung Wölfels muss daher als die bewusste Beseitigung eines Mannes gedeutet werden, der die Ideologie und den Machtanspruch des Nationalsozialismus ablehnte. Die Kraft zu dieser Haltung kam aus seiner religiösen Überzeugung. Schon als junger Mann hatte Hans Wölfel gedichtet: Herrgott, nimm meine Seele in Deine Vaterhand, form Sie nach Deinem Willen und frei von allem Tand. Nimm sie und schlage wacker drein, und haue sie zu Fels und Stein, auf den Dein Glaube ist gestellt, an dem der Lüge Meer zerschellt – Herrgott, schlag drein! Die jugendliche Begeisterung dieses Gedichts wandelte sich im Laufe des Lebens zu unermüdlicher Berufsarbeit, zur selbstverständlichen Hilfsbereitschaft für alle, die Hilfe brauchten, zu einer Frömmigkeit, die sich im regelmäßigen Besuch des Gottesdienstes in seiner Heimatpfarrei St. Gangolf zeigte. Eine Trennung von Privatleben, Berufsangelegenheiten und politischen Zielsetzungen war ihm fremd. Er suchte die Einheit seines Lebens im christlichen Glauben und formte es nach christlichen Grundsätzen. Das befähigte ihn zum entschiedenen Widerstand gegen eine ungerechte und widerchristliche Staatsgewalt.

## Posthume Ehrungen
- Freunde und Berufskollegen ließen im Treppenaufgang des Oberlandesgerichts Bamberg für Hans Wölfel eine Gedenktafel anbringen mit der Inschrift: VINDEX – JURIS – PERIIT.
- An seinem ehemaligen Wohnhaus in der Luitpoldstraße 16 wurden eine Gedenktafel und ein Stolperstein angebracht.
- Die Stadt Bamberg widmete ihm eine Straße am Stephansberg: Die Hans-Wölfel-Straße ist eine Parallelstraße zur Schellenbergerstraße.
- Die Stadt Bamberg gab ihm ein Ehrengrab.
- Im Gebäude des Kaiser-Heinrich-Gymnasiums Bamberg wurde für den ehemaligen Schüler Hans Wölfel eine Ehrentafel angebracht.
- Die katholische Kirche hat Hans Wölfel im Jahr 1999 als Glaubenszeugen in das deutsche Martyrologium des 20. Jahrhunderts aufgenommen.

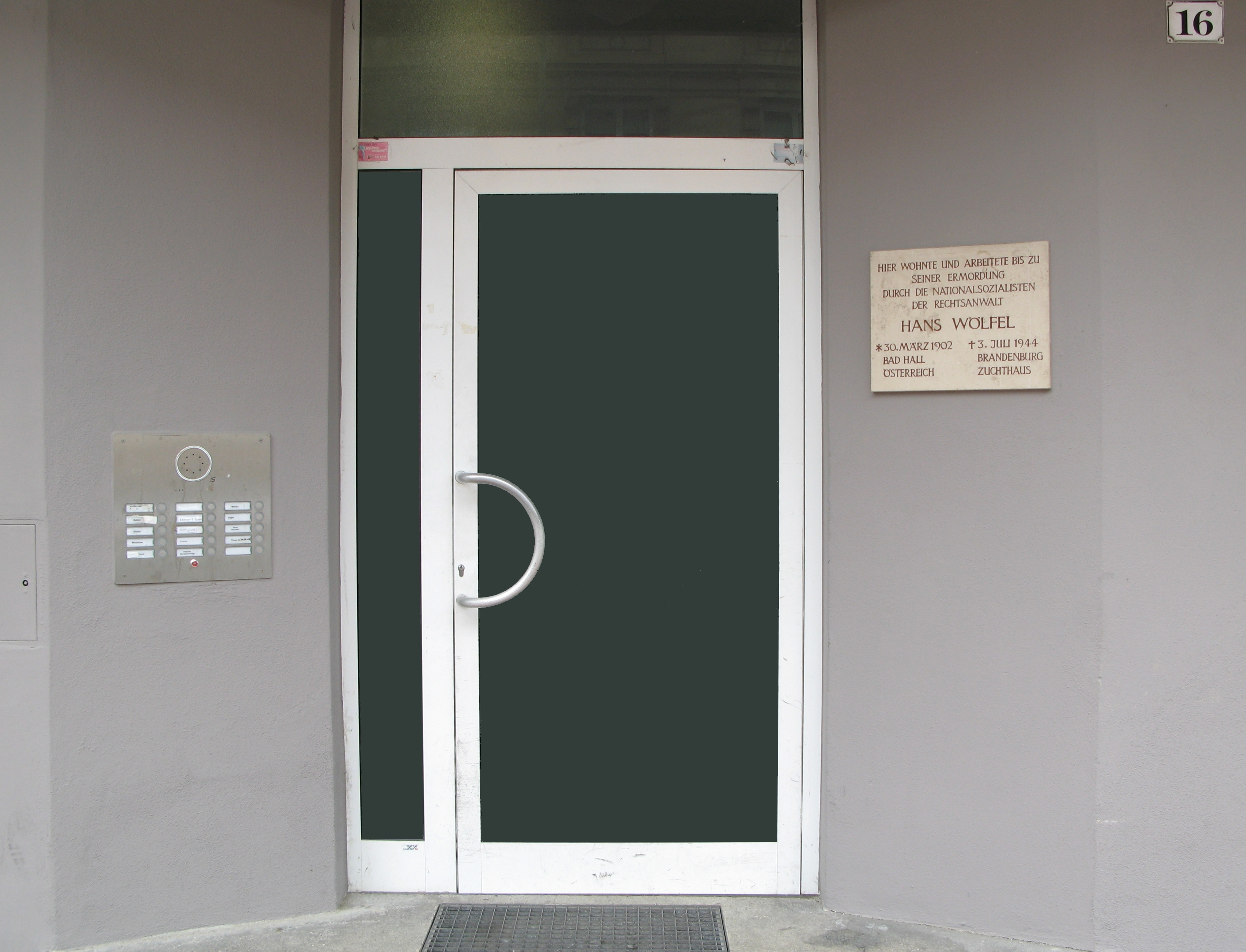
Gedenktafel an der Luitpoldstr. 16
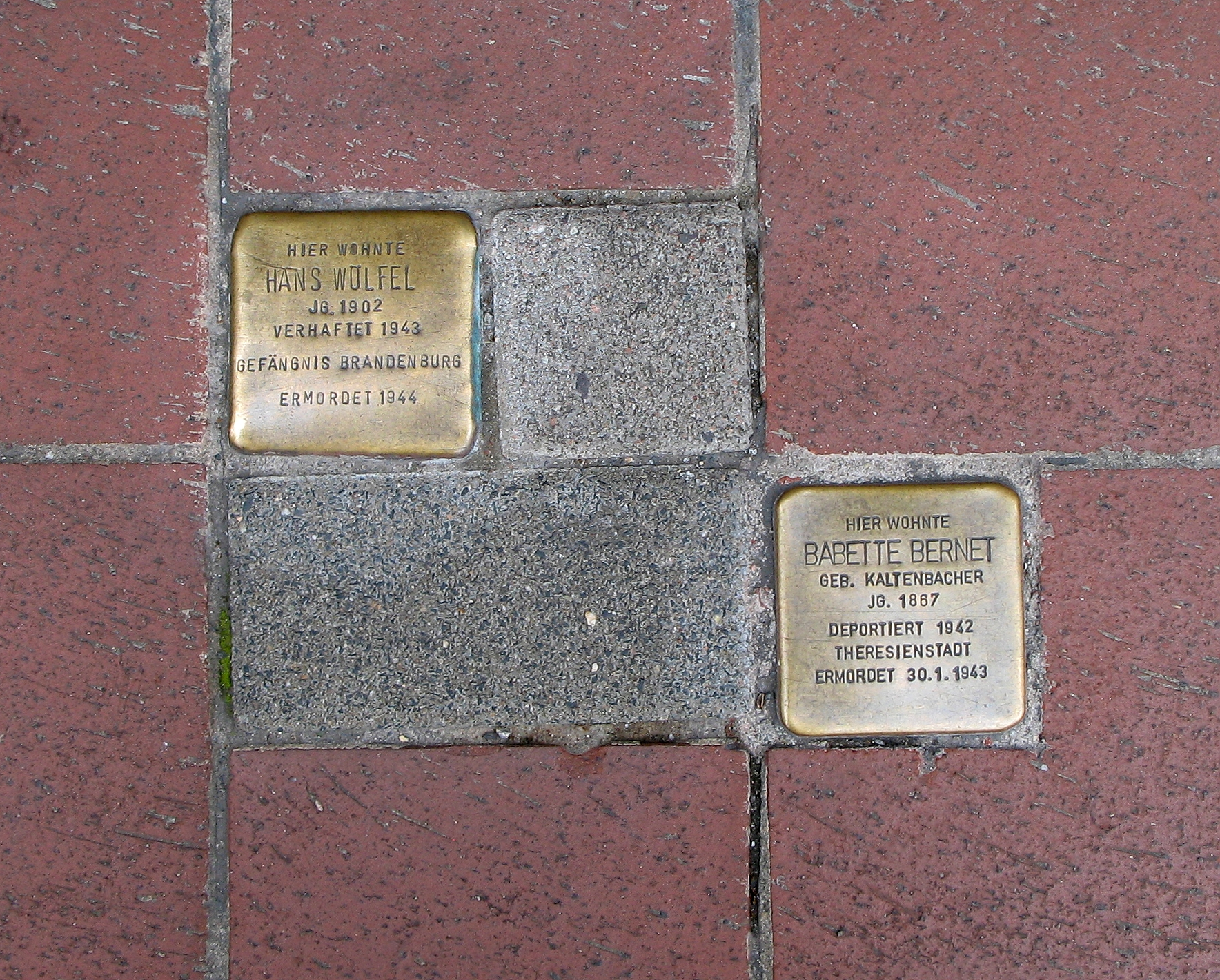
Stolperstein an der Luitpoldstr. 16
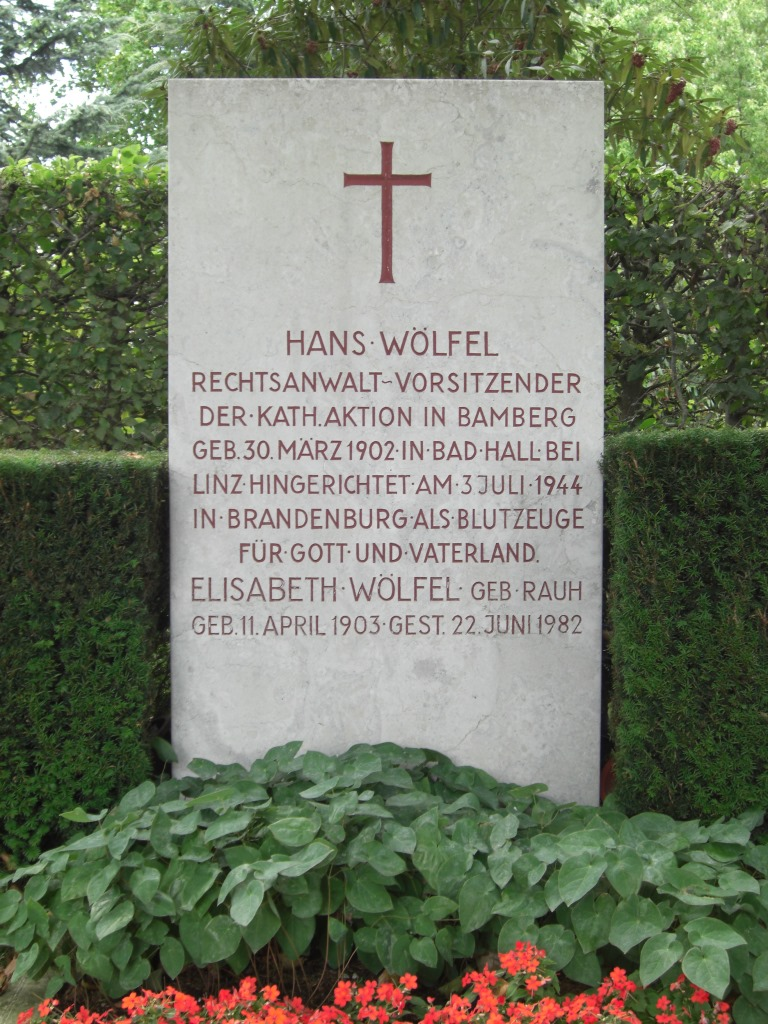
Ehrengrab von Hans Wölfel in Bamberg